# Nikolaus Messmer
Nikolaus Messmer SJ (Qaraghandy, SSR do Cazaquistão, União Soviética, 19 de dezembro de 1954 - Bishkek, Quirguistão, 18 de julho de 2016) foi Bispo da Igreja Católica Romana e Administrador Apostólico no Quirguistão.
Nikolaus Messmer vem de uma família alemã do Mar Negro de Speier, Beresan e Kandel, Kutschurhan, que foi deportada para o Cazaquistão sob a ditadura de Stalin. 
Ingressou na ordem dos Jesuítas em 1975, emitiu a profissão em 1978 e foi ordenado sacerdote em 28 de maio de 1989. Depois do trabalho pastoral na paróquia “Arcanjo São Miguel” de Bishkek, única igreja católica da República do Quirguistão, foi reitor do seminário menor de Novosibirsk, na Rússia, de 1997 a 2001 e de 2004 a 2006. De 2001 a 2004 completou estudos de doutorado em espiritualidade na Pontifícia Universidade Gregoriana de Roma.
Papa Bento XVI dissolveu a missão sui juris no Quirguistão em 18 de março de 2006 sob a liderança do jesuíta Aleksandr Kan, criou a Administração Apostólica do Quirguistão com sede em Bishkek, nomeou Nikolaus Messmer arcebispo titular de Carmeiano em 18 de março de 2006 e nomeou-o o primeiro administrador apostólico da Administração Apostólica do Quirguistão. Foi ordenado bispo pelo Cardeal Secretário de Estado, Angelo Sodano, em 2 de junho de 2006; Os co-consagradores foram o Arcebispo Józef Wesołowski, Núncio Apostólico no Quirguistão, e o Arcebispo de Karaganda, Jan Pawel Lenga MIC. Também estiveram presentes Henry Theophilus Howaniec OFM, Bispo de Almaty, Cazaquistão, e Athanasius Schneider ORC, Bispo Auxiliar da Diocese de Karaganda, no Cazaquistão.
Um irmão de Nikolaus Messmer, Otto Messmer SJ (* 1961), foi assassinado em Moscou em 27 de outubro de 2008. Naquela época ele era superior dos jesuítas na Rússia. Seu irmão Hieronymus Messmer pertence à Província Alemã dos Jesuítas.
Nikolaus Messmer morreu pouco antes de uma operação em um hospital em Bishkek.